# Frontera entre l'Iran i Bahrain
La frontera entre l'Iran i Bahrain és la frontera marítima internacional que separa l'Iran de Bahrain. Està situada al golf Pèrsic. En juny de 1972 es va formalitzar mitjançant un tractat una línia de demarcació en quatre punts:
- Punt (1) 27° 00' 35" 51° 23' 00" (trifini amb Qatar)
- Punt (2) 27° 02' 46" 51° 05' 54"
- Punt (3) 27° 06' 30" 50° 57' 00"
- Punt (4) 27° 10' 00" 50° 54' 00" (trifini amb l'Aràbia Saudita)